# Положенець Віктор Михайлович
Ві́ктор Миха́йлович Положенець (2 листопада 1946) — український науковець-фітопатолог, професор, доктор сільськогосподарських наук, академік Академії наук вищої освіти України, заслужений діяч науки і техніки України.

## Життєпис
Народився 1946 року в селі Забріддя Черняхівського району Житомирської області.
1970 року закінчив Житомирський сільськогосподарський інститут, 1971-го розпочав роботу на посаді молодшого наукового співробітника, згодом — старший науковий співробітник, керівник групи імунітету Інституту картоплярства Української академії аграрних наук.
1973-го закінчив аспірантуру Всесоюзного НДІ картопляного господарства в Москві.
З 1987 року й надалі працює в Житомирському національному агроекологічному університеті: доцент, згодом — професор, завідувач кафедри селекції та біотехнології, проректор з наукової роботи, ректор Державної агроекологічної академії України.
У 1994 році захистив докторську дисертацію — «Бактеріальні хвороби картоплі в Україні та створення стійких проти них сортів».
У 1995 році отримав вчене звання професора.
У 1996 році отримав наукове звання академіка Академії наук Вищої школи України.
З 2017 по 2020 роки професор кафедри фітопатології ім. академіка В. Ф. Пересипкіна.
З 2020 року по теперішній час завідувач лабораторії фітопатології і ентомології Інституту біоенергетичних культур і цукрових буряків.
З 2023 по 2024 роки професор кафедри зоології, ентомології, фітопатології, інтегрованого захисту і карантину рослин ім. Б. М. Литвинова Державного біотехнологічного університету.
Напрями наукових інтересів: агроекологічні моделі в механізмах оцінки й контролю розвитку та поширення хвороб у сучасних сівозмінах овочевих культур українського Полісся.
Проводить наукову діяльність у напрямах фітопатології, імунітету і селекції картоплі на стійкість до шкідливих організмів.
Є одним з організаторів створення генофонду картоплі (на стійкість до хвороб бактеріального походження). Створив вихідні форми з числа сортів вітчизняної та зарубіжної селекції, культурних, примітивних й диких видів та інцухт-ліній, які характеризуються високою резистентністю до хвороб та шкідників. Співавтор 12 сортів картоплі, зокрема: «Бородянська рожева», «Віхола», «Воловецька», «Зарево», «Либідь», «Луговська», «Пролісок», «Ромашка 8», «Світанок київський», «Українська рожева» — районовані в Україні, Росії, Білорусі та країнах Балтії.
З дружиною Валентиною Іванівною виховали дочку Людмилу — кандидат біологічних наук, доцент кафедри селекції та біотехнології ЖНАЕУ, та сина Олександра — комерційний директор компанії «Бізон Тех».

## Наукові публікації
Віктор Михайлович автор понад 450 наукових праць, серед них статті, що індексуються в наукометричних базах Scopus та Web of Science, 7 монографій, 9 підручників та 20 навчальних посібників, автор 15 свідоцтв та 4 патентів на винаходи, співавтор виведення 12 сортів картоплі; з них 8 посібників:
- «Про картоплю»,
- «Агроекологічні основи вирощування картоплі»,
- «Хвороби і шкідники картоплі»,
- «Генетика»,
- «Основи наукових досліджень в агрономії і захисті рослин»,
- «Захист картоплі від хвороб, шкідників та бур'янів»,
- «Селекція плодових культур»,
- «Інфекції насіннєвого садивного і рослинного матеріалу». Серед робіт:
- «Технологія вирощування та інтегрований захист картоплі від шкодочинних організмів агроценозу в умовах Полісся і Північного Лісостепу України: навчальний посібник для підготовки фахівців у вищих аграрних закладах освіти III—IV рівнів акредитації з агрономічною специфікою», 2001, співавтори Дереча Олексій Артемович, Чернілевський Микола Сергійович, Малиновський Антон Станіславович, Дажук Михайло Андрійович,
- «Основи наукових досліджень в агрономії і захисті рослин: навчально-довідковий посібник», 2012, співавтори Вернигора Ірина Федорівна, Гриб Степан Федорович, Єщенко Володимир Омелянович, Немерицька Людмила Вікторівна.

Під його керівництвом захищено 15 кандидатських дисертацій.
Співавтор методичних рекомендацій щодо проведення лабораторних робіт, методичних вказівок.

## Відзнаки та нагороди
- медалі «За трудову доблесть» (1995);
- «Винахідник СРСР» (1996);
- срібна медаль ВДНГ СРСР (1996);
- знак «Відмінник освіти України» (1996);
- нагорода Ярослава Мудрого (2005);
- почесне звання «Заслужений діяч науки і техніки України» (2006);
- диплом учасника Всеукраїнського видавничого проєкту «Науково-освітній потенціал України» (2011)